# RFU Championship 2005-06
La RFU Championship 2005-06 fue la decimonovena edición del torneo de segunda división de rugby de Inglaterra.

## Sistema de disputa
Los equipos se enfrentaran todos contra todos en condición de local y de visitante, totalizando 26 partidos en la fase regular.

## Clasificación
| Pos. | Equipo                      | Encuentros | Encuentros | Encuentros | Encuentros | Tantos | Tantos | Tantos | PB | Puntos |
| Pos. | Equipo                      | PJ         | PG         | PE         | PP         | F      | C      | Dif    | PB | Puntos |
| ---- | --------------------------- | ---------- | ---------- | ---------- | ---------- | ------ | ------ | ------ | -- | ------ |
| 1    | Harlequins                  | 26         | 25         | 0          | 1          | 1001   | 337    | 664    | 21 | 121    |
| 2    | Bedford Blues               | 26         | 19         | 1          | 6          | 906    | 542    | 364    | 22 | 100    |
| 3    | Cornish Pirates             | 26         | 19         | 0          | 7          | 682    | 560    | 122    | 14 | 90     |
| 4    | Rotherham Titans            | 26         | 15         | 1          | 10         | 715    | 613    | 102    | 17 | 79     |
| 5    | Plymouth Albion             | 26         | 14         | 0          | 12         | 639    | 537    | 102    | 19 | 75     |
| 6    | Exeter Chiefs               | 26         | 14         | 0          | 12         | 594    | 602    | –8     | 15 | 71     |
| 7    | Nottingham RFC              | 26         | 13         | 0          | 13         | 642    | 604    | 38     | 14 | 66     |
| 8    | Otley RUFC                  | 26         | 10         | 1          | 15         | 540    | 627    | –87    | 10 | 52     |
| 9    | Doncaster                   | 26         | 10         | 1          | 15         | 555    | 699    | –144   | 10 | 52     |
| 10   | Coventry RFC                | 26         | 9          | 0          | 17         | 593    | 732    | –139   | 18 | 52     |
| 11   | Newbury RFC                 | 26         | 8          | 2          | 16         | 614    | 905    | –291   | 10 | 46     |
| 12   | London Welsh                | 26         | 8          | 1          | 17         | 536    | 700    | –164   | 11 | 45     |
| 13   | Sedgley Park RUFC           | 26         | 6          | 3          | 17         | 531    | 856    | –325   | 11 | 41     |
| 14   | Birmingham and Solihull RFC | 26         | 6          | 2          | 18         | 501    | 735    | –234   | 7  | 35     |

|  | Campeón. |

| Bandera de Inglaterra |
| Campeón Harlequins    |
| Primer título         |